# NGC 7042
NGC 7042 هي مجرة حلزونية تبعد حوالي 210 مليون سنة ضوئية تقع في كوكبة الفرس الأعظم (كوكبة). هو جزء من زوج من المجرات التي تحتوي على مجرة NGC 7043. يبلغ قطرها 146,200 سنة ضوئية تم اكتشافه من قبل عالم الفلك ويليام هيرشيل في 16 أكتوبر 1784.

## وصلات خارجية
- NGC 7042 على موقع ويكي سكاي: DSS2, SDSS, GALEX, IRAS, Hydrogen α, X-Ray, Astrophoto, Sky Map, Articles and images